# 써니 (1986년)
써니(본명: 이경선, 1986년 7월 3일 ~ )은 대한민국의 가수로 바버렛츠의 멤버이다.